# ديفيتي ماي
ديفيتي ماج (Девети мај) هي مدينة في نيشافا في مقاطعة وسط صربيا في صربيا.
يبلغ عدد سكانها حوالي 4690 نسمة. وهي مصنفة رسميا كقرية في صربيا، وكان اسمها السابق نوفو سيلو